# Guglielmo Ciardi
Guglielmo Ciardi (Venezia, 13 settembre 1842 – Venezia, 5 ottobre 1917) è stato un pittore italiano.

## Biografia
Nato a Venezia da Teresa De Bei e dal funzionario Giuseppe, dopo gli studi classici nel collegio di Santa Caterina viene accolto nel 1860 all'Accademia di Belle Arti di Venezia, dove frequenta i corsi di Federico Moja e del paesista Domenico Bresolin, che lo avvia alla riproduzione di soggetti en plein air, a stretto contatto con la natura. 
Esordisce nel 1862 all'Esposizione di Belle Arti di Verona.
Nel gennaio del 1868 lascia Venezia per un viaggio d'istruzione che lo porta inizialmente a Firenze dove, su presentazione di Federico Zandomeneghi, viene a contatto con gli artisti Macchiaioli, in particolare con il capostipite Telemaco Signorini e partecipando alle accese riunioni del Caffè Michelangiolo: da questa frequentazione, Ciardi trova impulso verso un’arte libera, vera e fuori da regole precostituite.
Si trasferisce poi a Roma, dove conosce Nino Costa e a Napoli frequenta gli artisti della Scuola di Posillipo e della Scuola di Resìna, fra i quali Filippo Palizzi, Federico Rossano e Domenico Morelli.
Di rientro a Venezia nei primi mesi del 1869, si focalizza sulla riproduzione di paesaggi di ispirazione verista, con soggetti prediletti gli scorci della laguna veneta e della campagna trevigiana, dove si reca per lunghi soggiorni nella tenuta di famiglia (Villa Ciardi) di Quinto di Treviso; si tratta di vedute dagli ampi orizzonti, espresse con una tavolozza di verdi chiarissimi e luminosi.
Nel 1874 sposa Linda Locatelli, da cui avrà quattro figli, due dei quali diventeranno affermati pittoriː Beppe Ciardi, paesaggista e realista, ed Emma Ciardi, particolarmente nota in ambito internazionale.
Mantiene nel corso degli anni stretti contatti con i principali centri artistici italiani: Firenze, Torino, Milano, Genova, Roma e Napoli ed è presente a numerose manifestazioni internazionali, tra le quali decine di Biennali di Venezia dal 1887 al 1917, oltre a quattro mostre postume. 
Ciardi trova la principale affermazione di pubblico e critica con Messidoro (1882), opera premiata con medaglia d'oro alle esposizioni di Nizza del 1883 e di Berlino del 1886 e acquistata dalla Galleria d'arte moderna di Roma.
Nel 1894 succede al maestro Domenico Bresolin nella cattedra di Scuola di vedute di paese e di mare all'Accademia di Belle Arti di Venezia, che manterrà fino alla morte e viene nominato segretario della commissione di accettazione opere della Biennale.
Nel 1915 ottiene la medaglia d’oro all’Esposizione internazionale di San Francisco.
Colpito da una paralisi alle gambe, muore a Venezia il 5 ottobre 1917.
Nel 1924 la famiglia dona alla Galleria d'arte moderna di Venezia ventisette dipinti e venticinque disegni realizzati da Guglielmo, mentre altri settanta disegni sono conservati presso la Cassa di Risparmio di Venezia.
Tra gli allievi, oltre ai figli Beppe ed Emma, Iras Baldessari, Maria Vinca, Tito Corbella e Umberto Moggioli.

## Stile
Identificato come uno dei pionieri della Scuola del Vero veneziana, è principalmente paesista e marinista.
Fondamentale per lo sviluppo del suo personale stile l'incontro con Telemaco Signorini e il gruppo degli artisti Macchiaioli, la cui scomposizione del colore viene unita da Ciardi alle influenze tratte dai vedutisti settecenteschi e dall'utilizzo della luminosità del colore appreso dalla Scuola di Resina.

## Opere principali
- Marina chioggiotta (1867), olio su tela, Galleria civica d'arte moderna e contemporanea, Torino;
- Canale della Giudecca (1868), olio su tela, Galleria d'arte moderna di Venezia;
- Cavallo bianco (1869), olio su tela, collezione privata;
- Alba in laguna (1869), olio su tela, Museo Fondazione Cariparma;
- Lavandaie sul Sile (1870), olio su tela, collezione privata;
- Il porto di Anzio (1874), olio su tela, collezione privata;
- In valle - Laguna veneziana (1875-1880), olio su tela, Fondazione Cariplo, Milano[8];
- Giorno d’estate: la laguna a Mazzorbo (1878), olio su tela, Pinacoteca di Brera, Milano[9];
- Barche chioggiotte a Venezia (1878-1880), olio su tela, Pinacoteca Giaquinto, Bari;
- Chioggia (1880), olio su tela, collezione privata;
- In laguna (1880), olio su tela, Galleria civica d'arte moderna e contemporanea, Torino;
- Laguna di Venezia con pescatore (1880-1885), olio su tela, Fondazione Cariplo, Milano[10];
- Canale della Giudecca (1881), olio su tela, Fondazione Cariplo, Milano[11];
- Gondola in laguna (1881), olio su tela, Fondazione Cariplo, Milano[12];
- La passeggiata nel parco (1882), olio su tela, Museo nazionale di Capodimonte, Napoli;
- Vita di villaggio fuori Venezia (1882), olio su tela, collezione privata;
- Popolana (1883), olio su tela, Galleria d'Arte Moderna, Milano;
- Messidoro' (1883), olio su tela, Galleria d'arte moderna, Roma;
- Il torrente (1887), olio su tela, Galleria Giannoni, Novara[13];
- San Martino di Castrozza (1887), olio su tavola, collezione privata;
- Laguna a San Giorgio (1887), olio su tela, Raccolte Frugone, Genova[14];
- Laguna con barche e pescatori (1889-1890), olio su tela, Museo nazionale della scienza e della tecnologia Leonardo da Vinci, Milano[15];
- Barche in laguna (1890), olio su tela, collezione privata;
- Mucca al pascolo (1890), olio su tela, Galleria d'arte moderna, Firenze[16];
- Paesaggio collinare (1890-1895), olio su tela, Museo Fondazione Cariparma;
- Laguna (1891), olio su tela, Galleria d'Arte Moderna, Milano[17];
- Alla Giudecca (1892), olio su tela, Galleria d'arte moderna, Roma[18];
- Mattino alla Giudecca (1892), olio su tela, Museo Revoltella, Trieste;
- Mattino alpestre (Sorapis) (1894), olio su tela, Istituto veneto di scienze, lettere ed arti, Verona;
- Giudecca (1895), olio su tela, Pinacoteca cantonale Giovanni Züst, Rancate;
- Canal Grande (1898), olio su tela, Galleria d'arte moderna, Roma;
- Canal Grande (1899-1905), olio su tela, Fondazione Cariplo, Milano[19];
- Basilica di San Marco a Venezia (1901), olio su tela, Galleria d'arte moderna Ricci Oddi, Piacenza[20];
- Fondamenta (1903-1910), olio su tela, Fondazione Cariplo, Milano[21];
- Paesaggio fluviale (1904), olio su tela, Galleria d'arte moderna, Firenze[22];
- Altopiano di Asiago (1905), olio su tela, collezione privata;
- In porto (1908-1909), olio su tela, Fondazione Querini Stampalia, Venezia;
- Veduta della laguna di Venezia (1908), olio su tela, Galleria d'arte moderna, Firenze[23];
- La città del sogno (Bucintoro in bacino di San Marco) (1909), olio su tela, Galleria d'arte moderna di Venezia;
- Londra - Impressione (1910), olio su tavola, Galleria d'arte moderna di Venezia;
- Il Civetta (non datato), olio su tela, Fondazione Cariplo, Milano;
- Veduta del lago d'Averno (non datato), olio su tela, Galleria d'arte moderna, Firenze[24];
- Paesaggio trevigiano (non datato), olio su tela, Galleria d'Arte Moderna, Milano[25];
- Paesaggio con chiesina (non datato), olio su tela, Villa Della Porta Bozzolo, Casalzuigno;
- Paesaggio verso le foci (non datato), olio su tela, Fondazione Cariplo, Milano;
- Ore serene (non datato), olio su tela, Museo Revoltella, Trieste;
- Marina a Capri (non datato), olio su tela, Galleria d'arte moderna Achille Forti, Verona;
- Lungo il Sile (non datato), olio su tela, Fondazione Cariparo, Padova;
- Paesaggio lagunare (non datato), olio su tela, Pinacoteca Repossi, Chiari;
- In riva al lago (non datato), olio su tela, Fondazione Cariplo, Milano.

## Galleria d'immagini

Dipinti di Guglielmo Ciardi
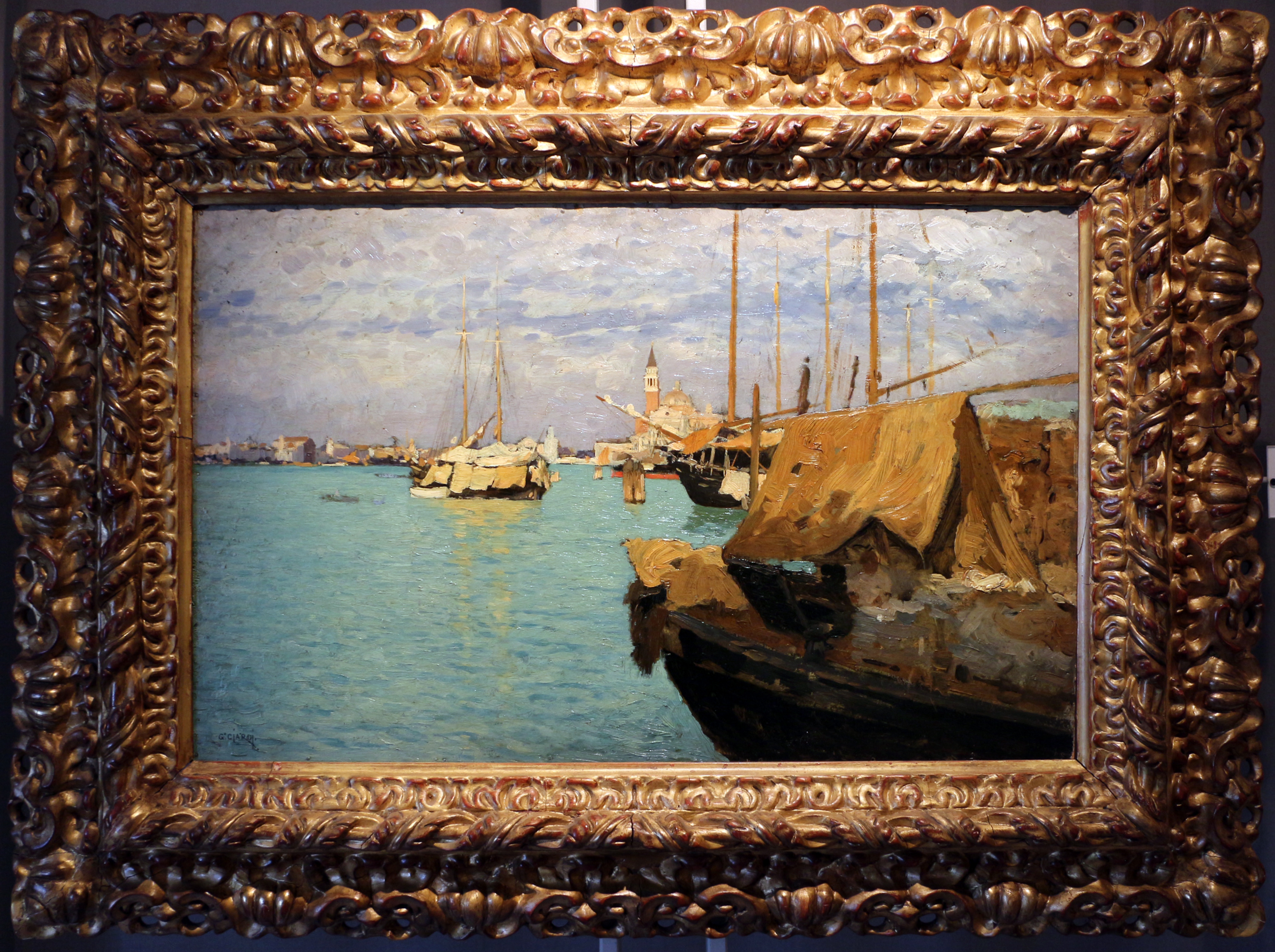
Laguna a San Giorgio, (Raccolte Frugone Nervi-Genova)
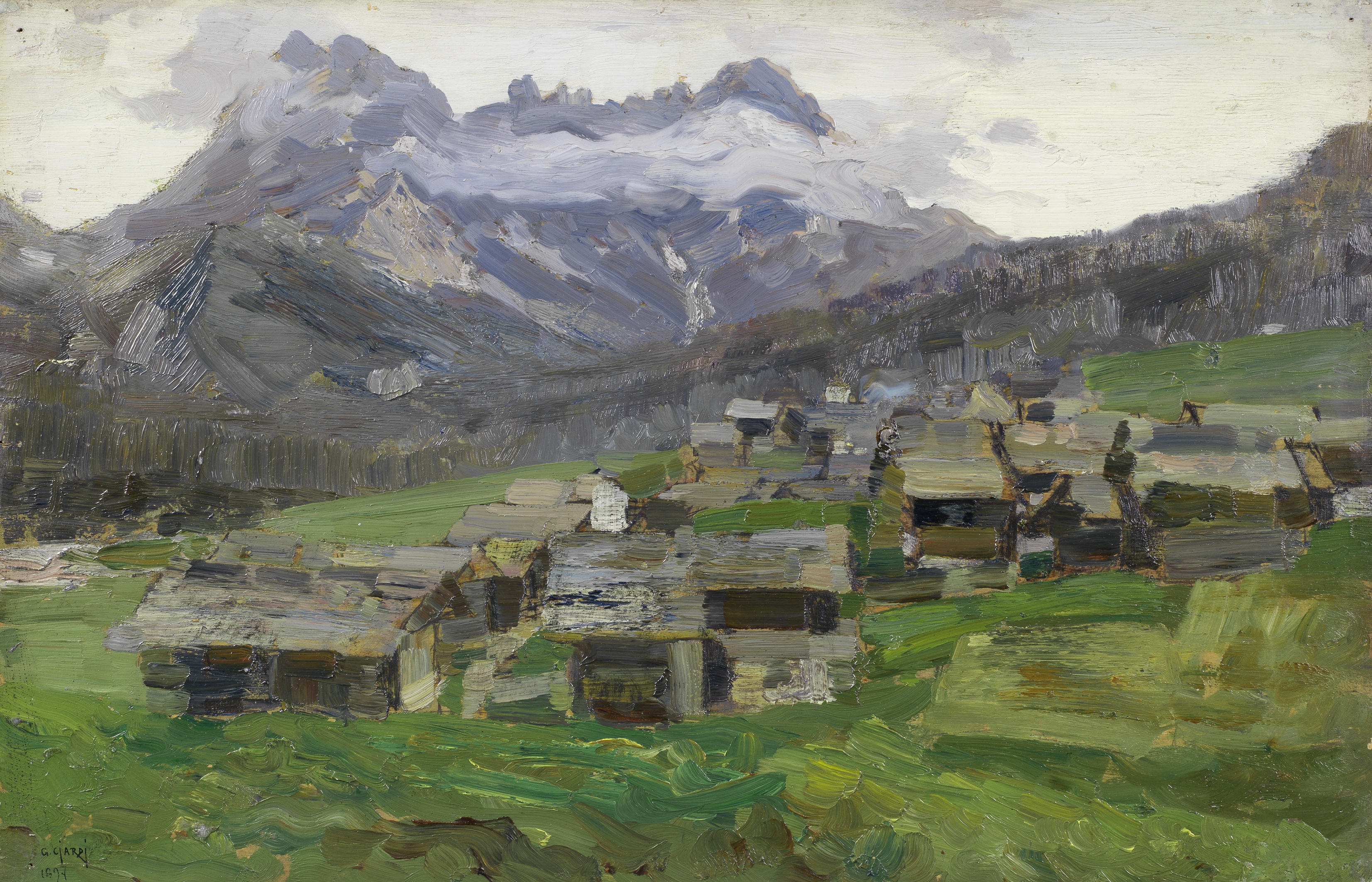
Conca di Sappada con le Terze
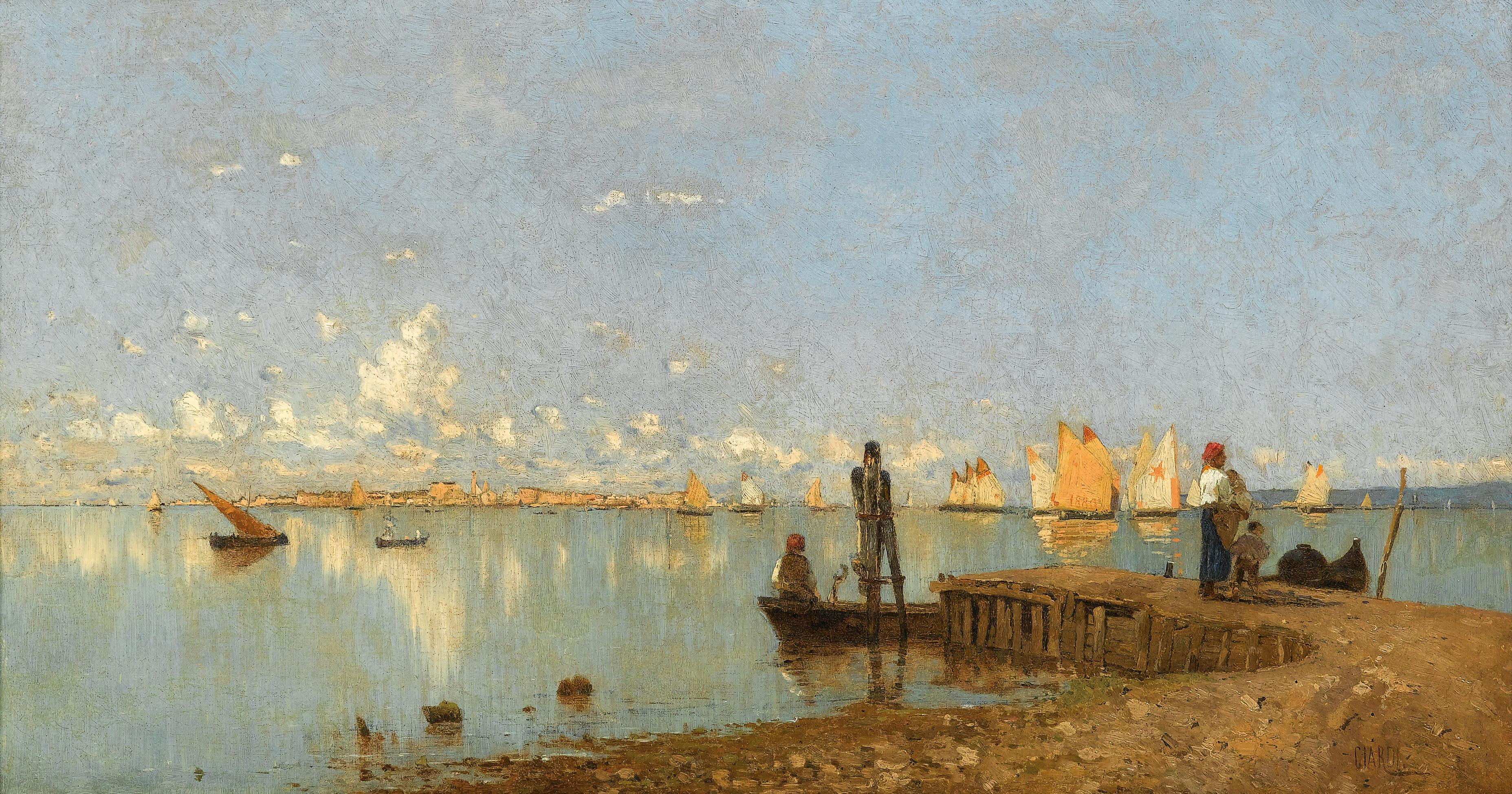
Lagune
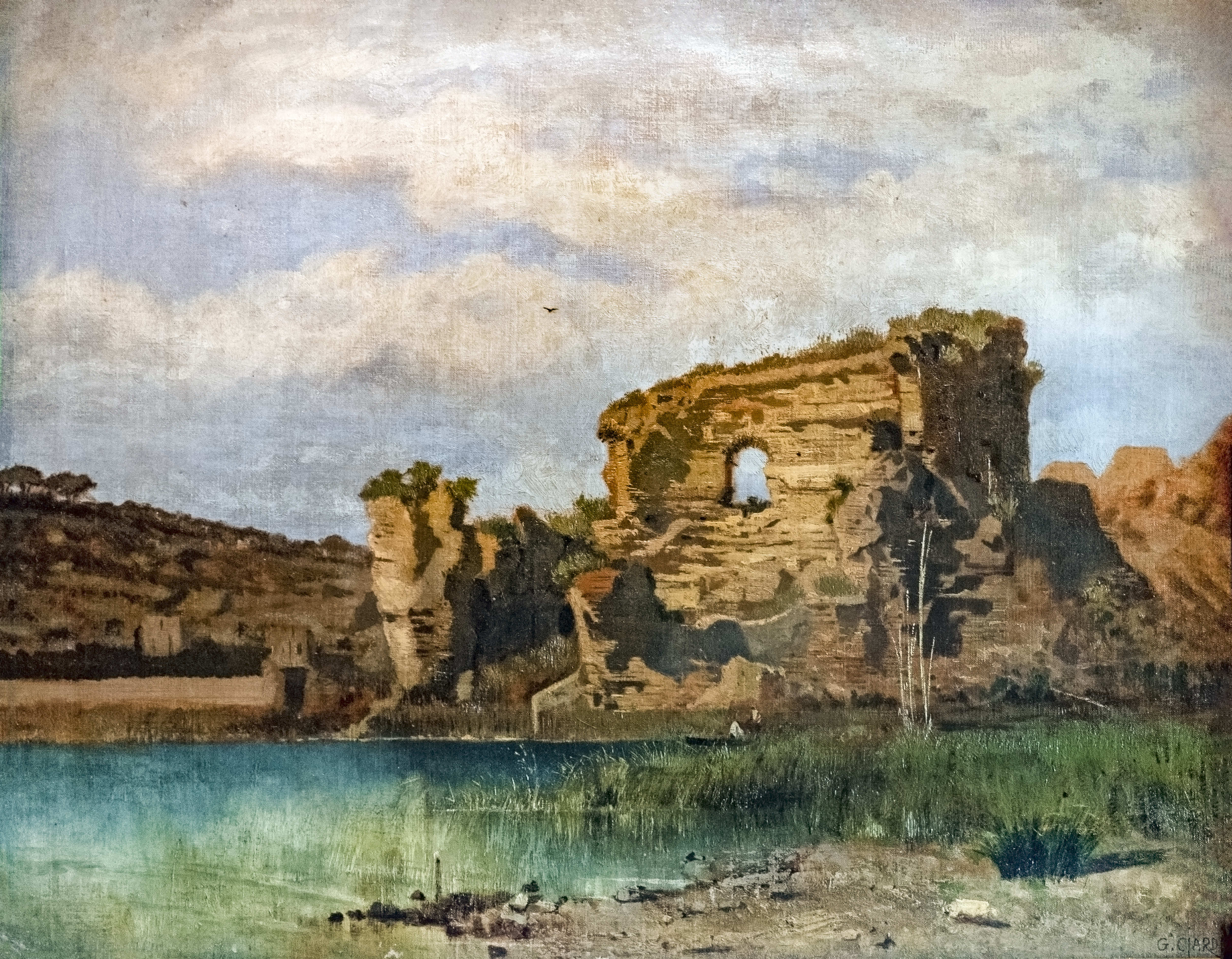
Resti del tempio di Plutone a Baia Ca' Rezzonico Venezia
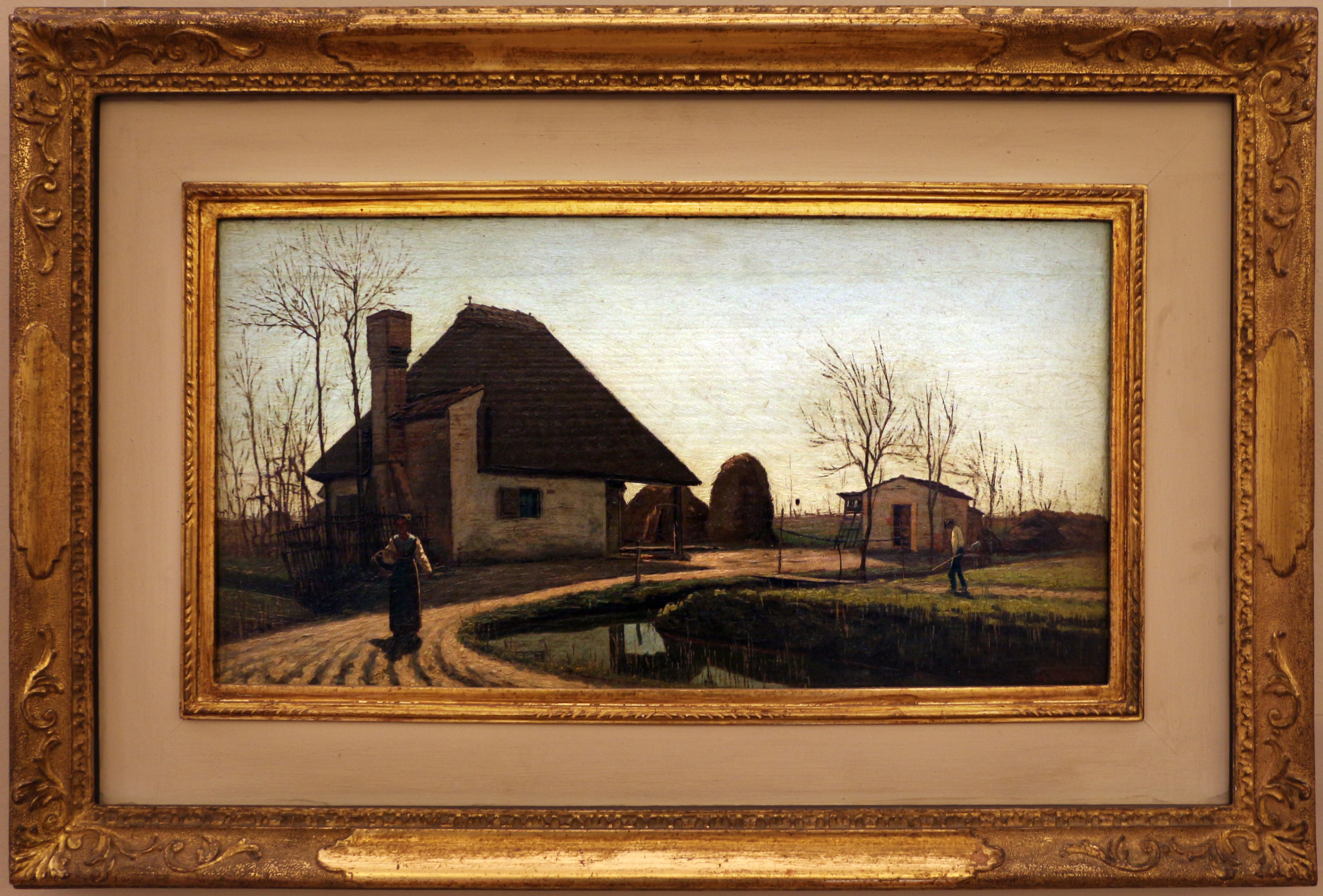
Paesaggio trevigiano, 1875-1900 circa
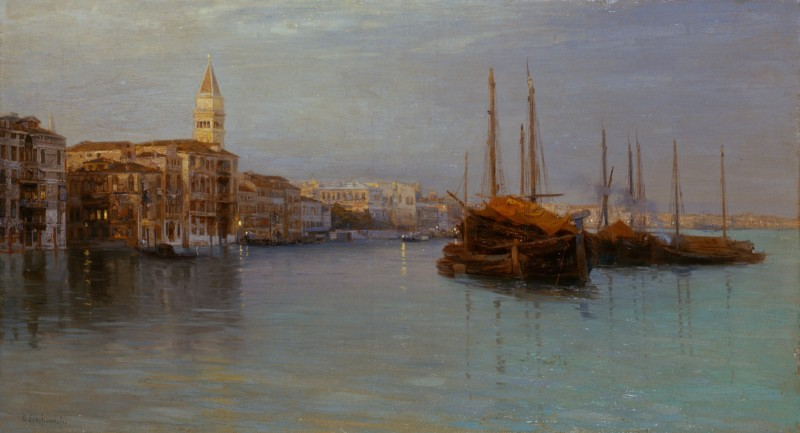
Sera - Canal Grande, 1899 circa (Fondazione Cariplo)